# Ernst Ludwig Krause
Pour les articles homonymes, voir Krause et Sterne.
Ne doit pas être confondu avec Ernst Hans Ludwig Krause.
Ernst Ludwig Krause connu aussi sous son nom de plume Carus Sterne, est un biologiste allemand, né le 22 novembre 1839 à
Zielenzig (Province de Brandebourg) et mort le 24 août 1903 à Eberswalde.

## Biographie
Ernst est le deuxième des cinq enfants d'Ernst Friedrich et Eleonore Krause, il grandit dans la Nouvelle-Marche, étudie au collège de Meseritz et est initié à la biologie, à la botanique et à la chimie par son directeur, Hermann Loew. Après avoir été retiré de l'école par ses parents, Krause fait un apprentissage de pharmacien, qu'il termine avec succès. Il effectue son service militaire en tant que volontaire d'un an dans l'hôpital de garnison de Custrin en tant que pharmacien. Il se rend ensuite à Berlin en 1862 pour suivre les cours du physicien Heinrich Gustav Magnus, des minéralogistes Eilhard Mitscherlich et Gustav Rose ainsi que des botanistes Otto Berg et Alexander Braun. Au bout d'un an, il passe son examen d'État et travaille comme pharmacien à Düsseldorf et à Berlin. Pendant ses études, il devient membre du Corps Berlin (de).
Il s’installe à Berlin à 1866. Il est l’auteur de Werden und Vergehen (1876). Il publie avec Ernst Haeckel (1834-1919) le journal Kormos (1877 à 1882) et contribue à diffuser les idées de Charles Darwin (1809-1882).